# エレブルー県

エレブルー県
Örebro län

エレブルー県（エレブルーけん、スウェーデン語: Örebro län）とは、スウェーデンの県の一つで略号はT。面積は8546平方キロメートルで、県庁所在地はエレブルー(Örebro)。2020年現在、県の人口は30万5643人。県庁所在地のエレブルーはスウェーデン第四の湖イェルマレン湖の湖畔に位置する。県南部はスウェーデン第二の湖ヴェッテルン湖に接している。
エレブルーには1999年から総合大学になったエレブルー大学がある。現在、エレブルー県は鉄道交通の要衝として栄え、県内にあるスウェーデン鉄道(SJ)の駅は乗換駅(いわゆる「ターミナル駅」)として重要な役目を果たしている。産業分野では通信分野で有名なエリクソン（ソニーと合弁で、携帯電話会社のソニー・エリクソン・モバイルコミュニケーションズを設立）が県内に拠点を置いており、重機械メーカーのアトラスコプコグループもハンドドリル開発部門を県内に構えている。

## 市
県下には12の市がある。
- アスケシュンド (Askersund)
- デーゲルフォシュ (Degerfors)
- ハルスベリ (Hallsberg)
- ヘッレフォシュ (Hällefors)
- カールスクーガ (Karlskoga)
- クムラ (Kumla)
- ラックソー (Laxå)
- レーケベリ (Lekeberg)
- リンデスベリ (Lindesberg)
- ユースナシュベリ (Ljusnarsberg)
- ノーラ (Nora)
- エレブルー (Örebro)

|                |
| 県下の市の位置 |